# Seishin-minami (métro municipal de Kobe)
Seishin-minami (西神南駅, Seishin-minami-eki) est une station du métro municipal de Kobe localisée dans l'arrondissement Nishi de Kobe, dans la préfecture de Hyōgo. Elle est exploitée par le Bureau des transports municipaux de Kobe.

## Situation sur le réseau

Plan du métro.

Établie en surface, Seishin-minami est située au point kilométrique (PK) 20,1 de la ligne Seishin-Yamate (verte) du métro municipal de Kobe. Elle est située entre la station Ikawadani, en direction du terminus est Shin-Kōbe, et la station Seishin-chūō, le terminus ouest.
Elle dispose d'un quai central encadré par les deux voies de la ligne.

## Histoire
La station Seishin-minami est mise en service le 18 mars 1987, lorsque le Bureau des transports municipaux de Kobe ouvre le prolongement de la ligne Seishin-Yamate de Gakuentoshi à Seishin-chūō.

## Services aux voyageurs

### Accès et accueil
La station dispose d'un accès. Elle est équipée d'escaliers, d'escaliers mécaniques et d'ascenseurs permettant d’accéder au quai. La station est accessible aux personnes à la mobilité réduite.

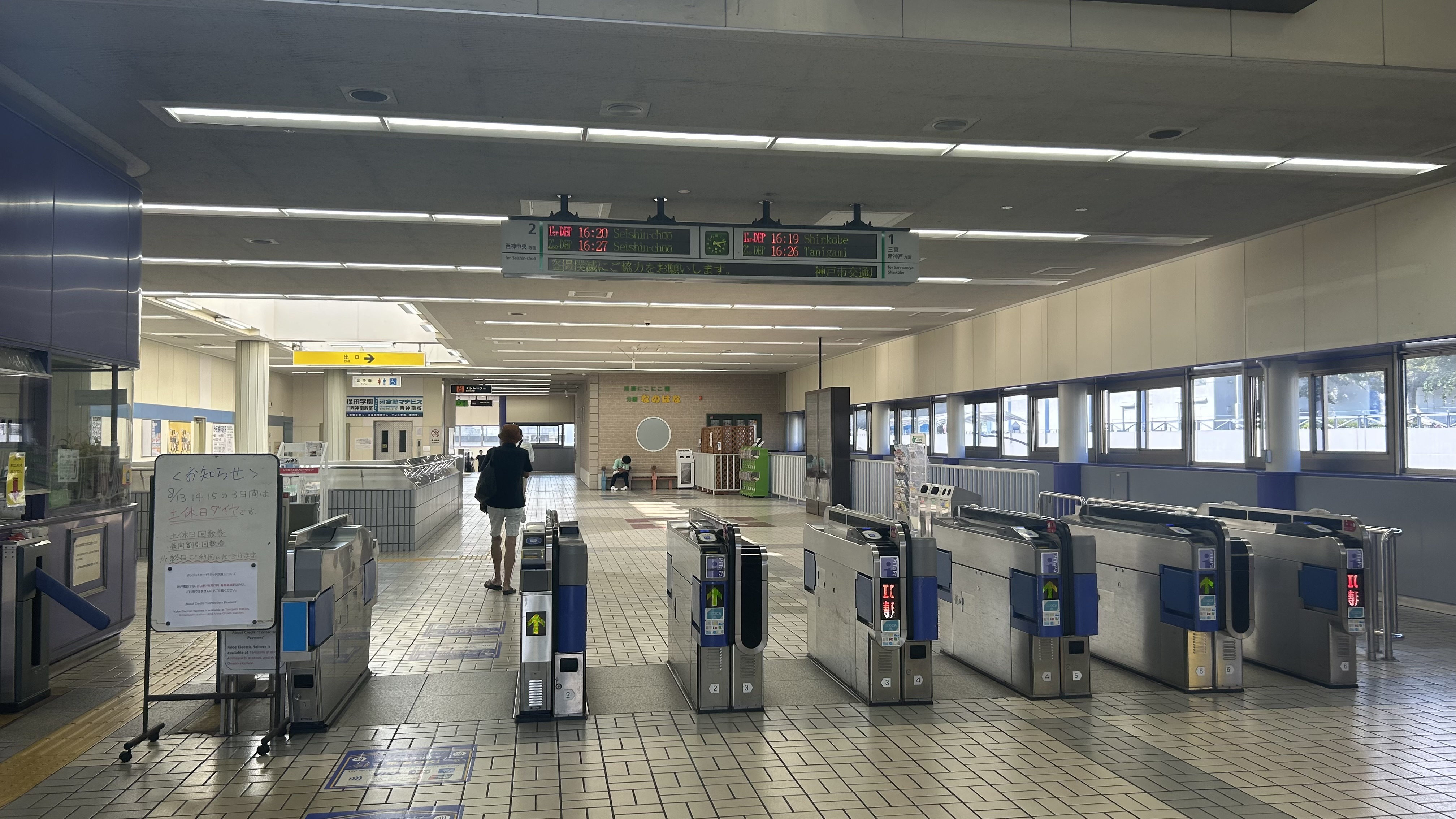
Un guichet
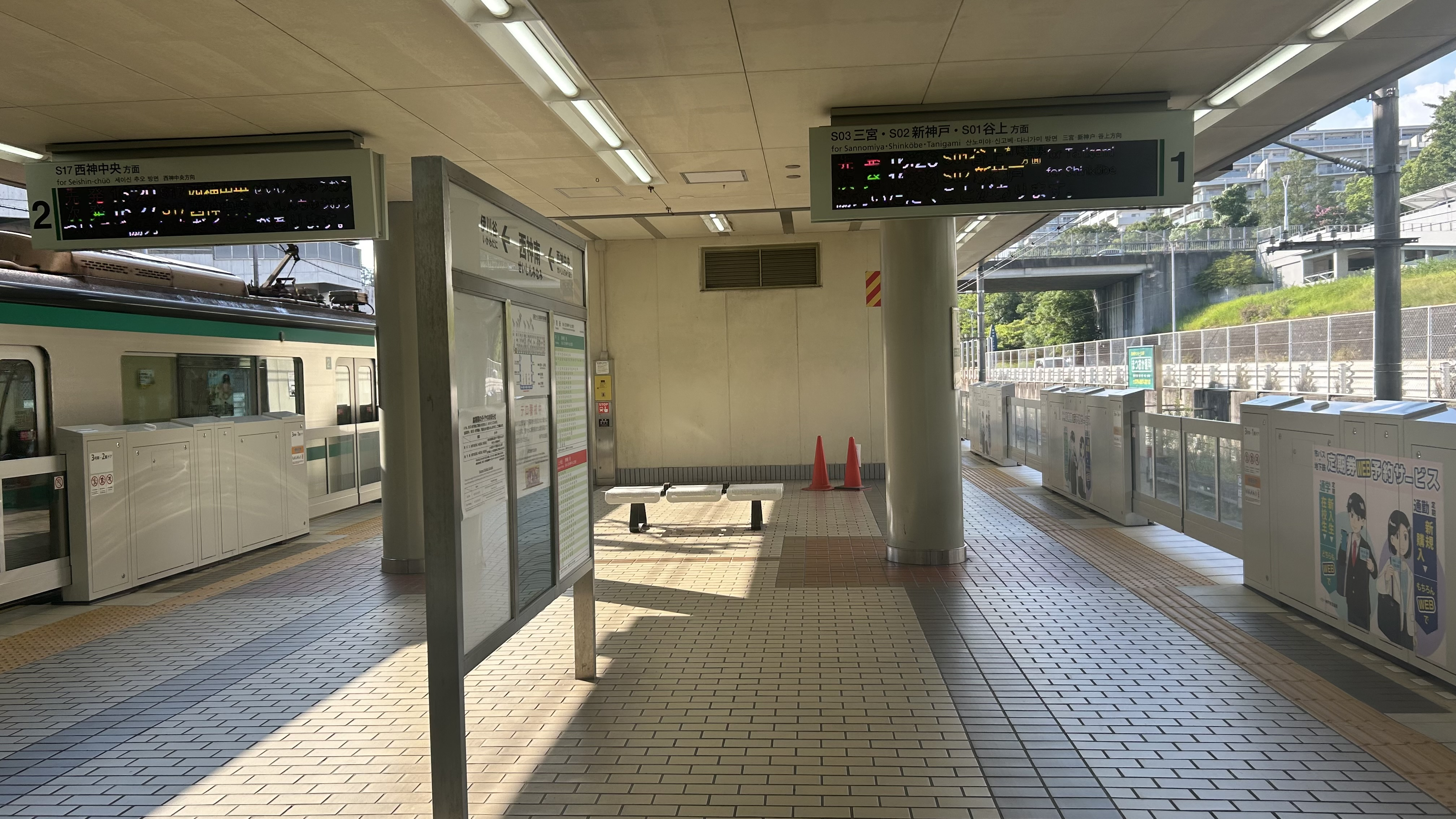
Plate-forme

### Desserte
La station Seishin-minami est desservie par les rames de la ligne Seishin-Yamate.
| N° de voie | Ligne          | Direction                      |
| ---------- | -------------- | ------------------------------ |
| 1          | Seishin-Yamate | Sannomiya・Shin-Kobe・Tanigami |
| 2          | Seishin-Yamate | Seishin-chūō                   |

### Intermodalité
Des bus urbains de la ville de Kobe desservent cette station.